# Droga krajowa B53 (Niemcy)
Droga krajowa 53 (niem. Bundesstraße 53, B 53) – niemiecka droga krajowa przebiegająca  północnego zachodu na  południowy wschód od skrzyżowania z drogą B49 w Trewirze do skrzyżowania z drogą B49 w Alf w Nadrenii-Palatynacie.
Droga biegnie wzdłuż rzeki Mozeli

## Trasy europejskie
Droga pomiędzy skrzyżowaniami z drogą B50 w Kues i Zeltingen jest częścią trasy europejskiej E42.